# Misumenops lenis
Misumenops lenis là một loài nhện trong họ Thomisidae.
Loài này thuộc chi Misumenops. Misumenops lenis được Eugen von Keyserling miêu tả năm 1880.